# Jazz à Juan

Jazz à Juan este un festival anual de jazz, din Juan-les-Pins. New Orleans este orașul soră, o conexiune care, pentru un număr de ani a fost prezentat la festivitățile de carnaval pe străzile din Juan-les-Pins, în care au defilat atât trupe locale de jazz, cât și din New Orleans. De-a lungul străzii de pe litoral, din spatele scenei unde festivalul anual de jazz "Jazz à Juan" are loc, se găsește aleea de plăci ceramice puse în pavaj, cu amprentele a peste 50 de muzicieni de jazz care au cântat pe scena acestui festival, printre care Al Jarreau, B. B. King, Chick Corea, Clark Terry, Dave Brubeck, Dee Dee Bridgewater, Eddy Louiss, Elvin Jones, Fats Waller, George Benson, Hank Jones, Jack DeJohnette,  Joshua Redman, Keith Jarrett, Little Richard, Milt Jackson, Oscar Peterson, Pat Metheny, Ravi Coltrane, Ray Charles, Richard Galliano, Roy Haynes, Shirley Horn, Sonny Rollins, Stéphane Grappelli and Wynton Marsalis.